# Las Plazas
Las Plazas es una localidad de México localizada en el municipio de Tizayuca en el estado de Hidalgo.

## Geografía
Se encuentra en la región geográfica de la Cuenca de México (Valle de Tizayuca). Le corresponden las coordenadas geográficas 19° 52’ 15.789” de latitud norte y 98° 56’ 34.137” de longitud oeste, con una altitud de 2311 m s. n. m. Cuenta con un clima semiseco templado.
En cuanto a fisiografía se encuentra en la provincia del Eje Neovolcanico, dentro de la subprovincia de Lagos y volcanes de Anáhuac; su terreno es de llanura. En lo que respecta a la hidrografía se encuentra posicionado en la región del Pánuco, dentro de la cuenca del río Moctezuma, y en la subcuenca del río Tezontepec.

## Demografía
En 2020 registró una población de 1285 personas, lo que corresponde al 0.76 % de la población municipal. De los cuales 612 son hombres y 673 son mujeres. La localidad pertenece a la zona Metropolitana del Valle de México.
| Gráfica de evolución demográfica de Las Plazas entre 1990 y 2020                             |
|                                                                                              |
| Población de los censos y conteos del Instituto Nacional de Estadística y Geografía (INEGI). |